# Sérent
Sérent is een gemeente in het Franse departement Morbihan in de regio Bretagne. De plaats maakt deel uit van het arrondissement Vannes. Sérent telde op 1 januari 2022 3.386 inwoners.

## Geschiedenis
De gemeente maakte voor 2015 deel uit van het kanton Malestroit. Toen het kanton op 22 maart 2015 werd opgeheven werd Sérent opgenomen in het kanton Moréac.

## Geografie
De oppervlakte van Sérent bedraagt 59,67 vierkante kilometer; Op 1 januari 2022 was de bevolkingsdichtheid 56,7 inwoners per km².

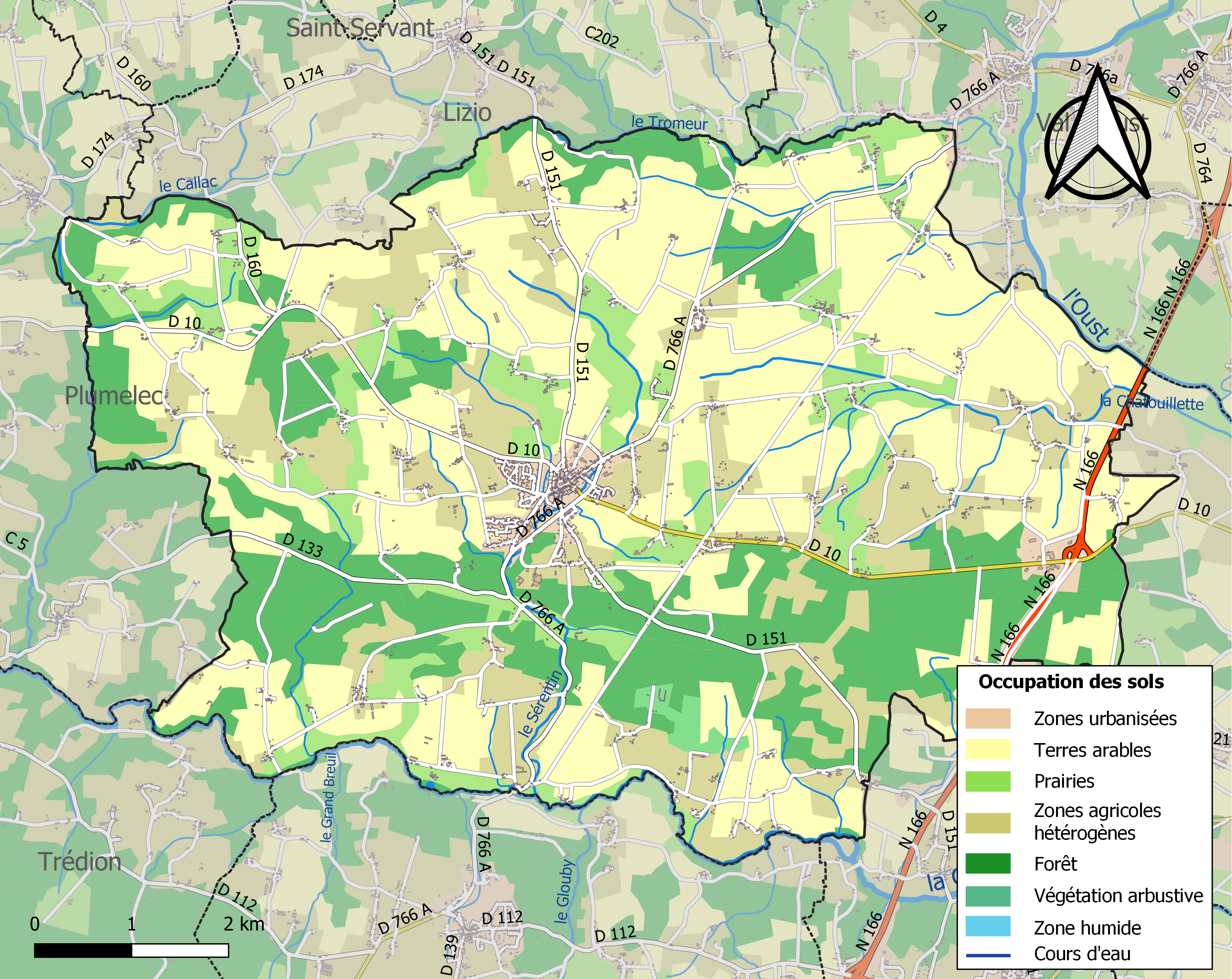
Kaart van de gemeente met de belangrijkste infrastructuur, bodemgebruik en omliggende gemeenten

## Demografie
Onderstaande figuur toont het verloop van het inwonertal.

## Geboren
- Pierre Thierry (2003), wielrenner

Bignan · Billio · Bohal · Buléon · Caro · Guéhenno · Lizio · Malestroit · Missiriac · Moréac · Pleucadeuc · Plumelec · Ruffiac · Saint-Abraham · Saint-Allouestre · Saint-Congard · Saint-Guyomard · Saint-Jean-Brévelay · Saint-Laurent-sur-Oust · Saint-Marcel · Saint-Nicolas-du-Tertre · Sérent · Val d'Oust